# Сафіна Юлія Василівна
Юлія Василівна Сафіна, до шлюбу Атрошенко (1 липня 1950, с. Смирново Краюшкинського району Алтайського краю) — радянська гандболістка, олімпійська чемпіонка московської Олімпіади у складі збірної СРСР з гандболу.

## Біографія
Спочатку, ще живучи з батьками на Алтаї, Юлія Сафіна захопилася лижами. Незабаром виконала норматив першого спортивного розряду. Входила до молодіжної збірної СРСР. Але батьки перебралися в Україну, і дівчина почала займатися бігом на середні дистанції. Через рік вона вже взяла участь в чемпіонаті країни з легкої атлетики, на яких потім виступала ще п'ять років, а результат 2 хв. 0,1 сек. приніс їй у 1974 р. бронзову медаль на 800-метрівці. Це дозволило їй взяти участь в Універсіаді, що проходила в Італії, де Юлія теж виборола бронзову нагороду і звання майстра спорту міжнародного класу.
Сафіна почала готуватися до Олімпіади в Монреалі, але отримала важку травму, яка не дозволила їй далі займатися легкою атлетикою. Якось будучи в Броварах, Сафіна потрапила на товариський матч з гандболу. Знайомі з місцевого «Металурга» дівчата попросили замінити травмовану спортсменку. Сафіній сподобалася емоційність цієї гри. Так у 26 років вона вирішила ще раз змінити спортивне амплуа. У броварський «Металург» її прийняли без обговорення. Ази майстерності нового виду спорту довелося удосконалювала в місцевій ДЮСШ разом із зовсім юними дівчатками.
У Броварах її помітили тренери невиномиського «Азоту» і запросили до цієї команди. Не без її вкладу «Азот» став третім у чемпіонаті Росії, перебрався в першу, а потім і у вищу лігу чемпіонату СРСР. І у вищому ешелоні радянського гандболу став третім, услід за київським «Спартаком» і бакинським «Автомобілістом».
Заслужений тренер СРСР, головний наставник збірної країни і київського «Спартака» Ігор Турчин запросив її готуватися до Московської олімпіади в складі збірної СРСР. Вигравши матчі у Конго, Угорщини, Чехословаччини, а в фіналі у збірної НДР (18:13), команда СРСР, у складі якої вже була і Ю. Сафіна, до речі, єдина представниця від Російської Федерації (10 гравців представляли Україну, з них 9 — київський «Спартак»), та єдина гравчиня першої ліги, стала переможницею Олімпіади в Москві. За сім днів, поки тривав жіночий олімпійський турнір з гандболу, з кандидатів у майстри спорту Юлія Сафіна стала заслуженим майстром спорту.
Грала також ща команду «Ростсільмаш» (Ростов). У 1995 році була граючою тренеркою з гандболу в Норвегії.

## Спортивні досягнення
- Заслужений майстер спорту з гандболу (1980)
- Чемпіонка Олімпіади в Москві (1980 р.)
- Чемпіонка світу (1982)
- Бронзова призерка чемпіонату СРСР у складі невиномиського «Азоту» (1985)
- Майстер спорту міжнародного класу з легкої атлетики
- Бронзова призерка чемпіонату СРСР з бігу на 800 м
- Членкиня молодіжної команди СРСР з лижного спорту.

## Державні нагороди
- Орден Трудового Червоного Прапора
- Орден Дружби народів
- Медаль «За трудову доблесть».